# Ixodes tecpanensis
Ixodes tecpanensis är en fästingart som beskrevs av Glen M. Kohls 1956. Ixodes tecpanensis ingår i släktet Ixodes och familjen hårda fästingar.
Artens utbredningsområde är Guatemala. Inga underarter finns listade i Catalogue of Life.